# Ronald Mallett
Ronald Lawrence Mallett (* 3. März 1945 in Roaring Spring, Pennsylvania, USA) ist ein Professor für theoretische Physik an der University of Connecticut.

## Leben und Wirken
Seine Kindheit verbrachte der Afroamerikaner Ronald L. Mallett in der Bronx, New York City. Als er zehn Jahre alt war, starb sein 33-jähriger Vater infolge eines Herzinfarkts. Inspiriert durch das Buch Die Zeitmaschine von H. G. Wells entschloss sich Mallett schon in jungen Jahren, eine Lösung zu finden, in der Zeit zu reisen, um seines Vaters Leben zu retten.
1962 begann er seinen Dienst bei der U. S. Air Force. Er spezialisierte sich auf dem Gebiet der Elektro- und Computertechnik und fing vier Jahre später ein Physikstudium an der Pennsylvania State University an, das er mit dem Bachelor 1969 und dem Master 1970 abschloss. Im Jahre 1973 erhielt Mallett einen Doktorgrad von der Pennsylvania State University. Die folgenden zwei Jahre war er Assistent am United Technologies Research Laboratory, um 1975 als Assistenzprofessor an die University of Connecticut zu wechseln. Seit 1980 war er dort Associate Professor und seit 1987 ist er dort Professor. Seine Spezialgebiete sind die allgemeine Relativitätstheorie, die relativistische Quantenmechanik und Zeitreisen.
Mallett ist Mitglied der American Physical Society und der National Society of Black Physicists.

## Werke
- Quantum theory in a (3+1) de Sitter universe. Dissertation, Pennsylvania State University.
- Time Traveler. A Scientist's Personal Mission to Make Time Travel a Reality. 2006, ISBN 1-56025-869-1.